# Manden uden Nerver
Manden uden Nerver (originaltitel Der Mann ohne Nerven) er en tysk stumfilm fra 1924 instrueret af Harry Piel og Gérard Bourgeois.

## Medvirkende
- Harry Piel
- Dary Holm
- Albert Paulig som Henry Ricold
- Marguerite Madys som Yvette
- Paul Guidé som Hector Marcel
- Denise Legeay som Lizzie
- José Davert som Jack Brown
- Hermann Picha